# Улісс Тауншип (округ Поттер, Пенсільванія)
Улісс Тауншип (англ. Ulysses Township) — селище (англ. township) в США, в окрузі Поттер штату Пенсільванія. Населення — 643 особи (2020).

## Демографія
Згідно з переписом 2010 року, у селищі мешкало 635 осіб у 251 домогосподарстві у складі 191 родини. Було 626 помешкань
Расовий склад населення:
| - 98,3 % — білих - 0,6 % — корінних американців - 0,5 % — чорних або афроамериканців - 0,2 % — азіатів |

До двох чи більше рас належало 0,3 %. Частка іспаномовних становила 0,2 % від усіх жителів.
За віковим діапазоном населення розподілялося таким чином: 21,4 % — особи молодші 18 років, 56,4 % — особи у віці 18—64 років, 22,2 % — особи у віці 65 років та старші. Медіана віку мешканця становила 49,0 року. На 100 осіб жіночої статі у селищі припадало 99,1 чоловіків;  на 100 жінок у віці від 18 років та старших — 102,0 чоловіків також старших 18 років.
Середній дохід на одне домашнє господарство  становив 49 180 доларів США (медіана — 42 679), а середній дохід на одну сім'ю — 52 676 доларів (медіана — 44 464). Медіана доходів становила 33 750 доларів для чоловіків та 33 125 доларів для жінок. За межею бідності перебувало 8,9 % осіб, у тому числі 11,7 % дітей у віці до 18 років та 6,3 % осіб у віці 65 років та старших.
Цивільне працевлаштоване населення становило 244 особи. Основні галузі зайнятості: освіта, охорона здоров'я та соціальна допомога — 27,5 %, виробництво — 12,3 %, сільське господарство, лісництво, риболовля — 9,8 %, транспорт — 9,0 %.